# Gorchon (Buriacja)
Gorchon (ros. Горхон) – osiedle w Rosji, w Buriacji, w rejonie zaigrajewskim. W 2010 liczyło 1463 mieszkańców.